# 顺德站 (平安南道)
順德站（朝鲜语：순덕역；）曾为朝鲜铁路平德线上的一个车站，位于平安南道成川郡，废止时间不明。